# ESPN 3D
ESPN 3D est une chaîne du réseau américain ESPN lancée le 11 juin 2010 pour diffuser du contenu en 3D. Elle est diffusée sur des réseaux câblés et satellites. Comme le reste du réseau ESPN, ESPN2 appartient à 80 % à la Walt Disney Company et à 20 % à Hearst Corporation.

## Historique
La chaîne, annoncée le 7 janvier 2010, a été lancée le 11 juin 2010 pour diffuser des évènements spéciaux.
Le 4 janvier 2011, ESPN annonce le passage de la chaîne en 24/7 à compter du 14 février 2011,. Le 12 juin 2013, ESPN annonce l'arrêt de la chaîne câblée ESPN 3D lancée en 2010 pour la fin de l'année 2013

## Programmes diffusés avant janvier 2011
| Événements                        | Date                  |
| --------------------------------- | --------------------- |
| 2010 FIFA World Cup               | 6/11/2010 - 7/11/2010 |
| MLB Home Run Derby                | 7/12/2010             |
| X Games Moto X Freestyle & More   | 7/29/2010             |
| X Games Rally Car Racing & More   | 7/31/2010             |
| CFB: Boise State vs Virginia Tech | 9/6/2010              |
| CFB: Miami vs Ohio State          | 9/11/2010             |
| CFB: Auburn vs Clemson            | 9/18/2010             |
| CFB: South Carolina vs Auburn     | 9/25/2010             |
| CFB: Miami (FL) vs Clemson        | 10/2/2010             |
| CFB: Indiana vs Ohio State        | 10/9/2010             |
| CFB: Wisconsin vs Ohio State      | 10/16/2010            |
| CFB: Oregon vs UCLA               | 10/21/2010            |
| CFB: Hawaii vs Boise State        | 11/6/2010             |
| CFB: Boise State vs Idaho         | 11/12/2010            |
| NBA: Miami at New York            | 12/17/2010            |
| NBA: Portland at Phoenix          | 1/14/2011             |
| NBA: Los Angeles at Denver        | 1/21/2011             |
| NBA: Los Angeles at New York      | 2/11/2011             |
| NBA: Oklahoma City at Orlando     | 2/25/2011             |
| NBA: Chicago at Orlando           | 3/4/2011              |
| NBA: Oklahoma City at Miami       | 3/16/2011             |
| NBA: Boston at Atlanta            | 4/1/2011              |